# Dryopteris fibrillosissima
Dryopteris fibrillosissima är en träjonväxtart som beskrevs av Ren-Chang Ching. Dryopteris fibrillosissima ingår i släktet Dryopteris och familjen Dryopteridaceae. Inga underarter finns listade.